# كزوارينا مختلفة ساحلية
كزوارينا مختلفة ساحلية (الاسم العلمي: Allocasuarina littoralis) هي شجرةٌ مُتوطنةٌ في أستراليا، وتكون مُتوسطة الحجم (تصل عادةً إلى 8 أمتار، ولكن أحيانًا إلى 15 متر).